# Franco Cassano (musicista)
Francesco Cassano, detto Franco (San Severo, 29 maggio 1922 – Milano, 29 dicembre 2016), è stato un pianista, compositore, arrangiatore, direttore d'orchestra e produttore discografico italiano.
Autore dei brani Melodia, Corriamo, Sei diventata nera, Bella pupa e Il mare in cartolina.

## Biografia
Dopo aver collaborato con la Radio della Svizzera Italiana e la Rai, negli anni sessanta ha diretto l'orchestra della Rai di Milano, l'orchestra del Festival di Sanremo e quella di Un disco per l'estate di Saint Vincent. È stato per ventisette anni direttore della Durium, storica casa discografica italiana.
Era il nonno dell'attore, cantante, arrangiatore, compositore Manuel De Peppe e della doppiatrice Stefania De Peppe.
Venne tumulato nel Cimitero Maggiore di Milano, in un colombaro.

## Elenco canzoni scritte
| Anno | Titolo                       | Autori del testo                       | Autori della musica                 | Interpreti           |
| ---- | ---------------------------- | -------------------------------------- | ----------------------------------- | -------------------- |
| 1962 | Mazzarino                    | Aldo Locatelli                         | Franco Cassano                      | I Peos               |
| 1962 | Sei diventata nera           | Tullio Romano                          | Franco Cassano e Marcello Minerbi   | Los Marcellos Ferial |
| 1962 | Ferrovie, ferrovie...        | Nuccio Ambrosino                       | Franco Cassano                      | I Peos               |
| 1962 | Io vado in banca             | Nanni Svampa e Nuccio Ambrosino        | Franco Cassano                      | I Peos               |
| 1963 | Valigie di cartone           | Nuccio Ambrosino                       | Franco Cassano                      | I Peos               |
| 1963 | La gabola                    | Franco Cassano                         | Franco Cassano                      | I Peos               |
| 1964 | Letti caldi                  | Nuccio Ambrosino                       | Franco Cassano                      | I Peos               |
| 1964 | Cinquemila                   | Nuccio Ambrosino                       | Franco Cassano                      | I Peos               |
| 1964 | Ma bene, ma bravo!           | Franco Cassano                         | Franco Cassano                      | I Peos               |
| 1964 | Gabriella                    | Nanni Svampa e Nuccio Ambrosino        | Franco Cassano                      | I Peos               |
| 1964 | La gente mormora             | Nuccio Ambrosino                       | Franco Cassano                      | I Peos               |
| 1965 | Si può morire                | Nanni Svampa                           | Franco Cassano                      | I Gufi               |
| 1965 | Sono tanto innamorata        | Alberto Testa                          | Franco Cassano                      | Isabella Iannetti    |
| 1966 | L'amore nei ragazzi come noi | Mogol e Gianni Argenio                 | Franco Cassano e Corrado Conti      | Isabella Iannetti    |
| 1967 | Ascoltami amico              | Gianni Argenio                         | Franco Cassano e Corrado Conti      | I Nuovi Angeli       |
| 1968 | L'ultimissima volta          | Alberto Testa                          | Franco Cassano                      | Dori Ghezzi          |
| 1968 | Stay                         | Felice Piccarreda                      | Franco Cassano                      | I Pyrañas            |
| 1970 | Dirò di no                   | Felice Piccarreda                      | Franco Cassano                      | I Nuovi Angeli       |
| 1970 | Due ragazzi                  | Cino Tortorella                        | Franco Cassano                      | Loretta Goggi        |
| 1970 | Giorno per giorno            | Felice Piccarreda                      | Franco Cassano                      | I Nuovi Angeli       |
| 1972 | Ed ora sono sola             | Gilberto Ziglioli                      | Franco Cassano                      | Dori Ghezzi          |
| 1972 | Ma chi è che cos'è           | Gilberto Ziglioli                      | Umberto Napolitano e Franco Cassano | Dori Ghezzi          |
| 1972 | Vicolo di campagna           | Umberto Napolitano e Gilberto Ziglioli | Umberto Napolitano e Franco Cassano | Franco I             |
| 1972 | Due ragazzi                  | Cino Tortorella                        | Franco Cassano                      | Loretta Goggi        |
| 1973 | Uomini palla                 | Cristiano Malgioglio                   | Franco Cassano                      | Quarto Sistema       |
| 1973 | Sole mare amore              | Cristiano Malgioglio                   | Franco Cassano                      | Quarto Sistema       |
| 1973 | Un giorno senza amore        | Cristiano Malgioglio                   | Franco Cassano                      | Quarto Sistema       |
| 1973 | Quando ti accorgi            | Cristiano Malgioglio                   | Franco Cassano                      | Quarto Sistema       |
| 1974 | Valida ragione               | Gianni Tirelli                         | Franco Cassano e Gianni Tirelli     | Quarto Sistema       |
| 1975 | Una manciata di sabbia       | Italo Ianne e Cristiano Malgioglio     | Franco Cassano e Italo Ianne        | La Strana Società    |
| 1976 | Andiamo via                  | Luigi Albertelli                       | Franco Cassano e Corrado Conti      | La Strana Società    |
| 1977 | Tesoro mio                   | Luigi Albertelli                       | Franco Cassano e Corrado Conti      | La Strana Società    |
|      | Bacio no due baci no         | Alberto Testa                          | Franco cassano e Corrado Conti      |                      |

## Discografia

### Album in studio
- N.A.  :Semplicissimo (Durium, ms Pr. 77122)

- 1967: Amorevolissimo (Durium, ms Pr. 77180)
- 1968: Dolcissimo (Durium, ms Pr. 77209)
- 1969: Tenerissimo (Durium, ms Pr. 77236)
- 1970: Piacevolissimo (Durium, ms AI 77262)
- 1971: Cordialissimo (Durium, ms Pr. 77289)
- 1972: Pianobar n°1 (Durium, MSA 77299)
- 1972: Golden themes from golden films (Durium, ms AI 77306)
- 1973: Gradevolissimo...issimo n° 9 (Durium, ms AI 77328)
- 1974: Simpaticissimo (Durium, ms AI 77349
- 1978: Metti una sera in musica (Durium, D. St. 051552)
- 1980: Temi da grandi films (Durium, LP.S 40103)
- 1981: A Neil Diamond "tanto di cappello" (Durium, D. St. 051865)
- 1981: Mi sono innamorato di te (Durium, LP.S 40.117)
- 1984: Semplicemente (Durium, LP.S 40.238)
- 1984: 24 Evergreens internazionali (Durium, LP.S 40 289)
- 1991: Piacevolissimo...issimo n° 6 (Wea, 743981)

### Singoli
- 1965: dal film "Vaghe stelle dell'Orsa": Corale / Preludio (Durium, CN A 9175)
- 1966: A taste of honey/Sunday morning (Durium, CN A 9191)
- 1966: The Work song / Rollin' (Durium, CN L 9208)
- 1969, Tema dal film "La Chamade" / Melodia Romantica (Durium, CN A 9299)
- 1973: Tema dal film "Papillon" / Melodia Romantica (Durium, Ld A 7838)
- 1974: Amo Solo Te [lato "B Si-Re-Si-Re-Si-Mi-Si-Mi"] (Durium, Ld A 7843)